# علي السند
علي يوسف السند هو كاتب صحفي وأستاذ مساعد في كلية التربية الأساسية بقسم الدراسات الإسلامية في جامعة الكويت ، كما له حضور ومشاركات إعلامية في العديد من الفضائيات العربية ، أبرزها قناة الجزيرة.

## سيرته
قدم العديد من البرامج التلفزيونية منها: برنامجي «خليج العرب»، و«قراءة ثانية» على قناة التلفزيون العربي، وبرنامج «موازين» على قناة الجزيرة.

## مؤهلاته
- ماجستير من قسم الفلسفة الإسلامية بكلية دار العلوم في جامعة القاهرة.[7]
  - رسالته للماجستير بعنوان «علم آداب البحث والمناظرة»، بالإضافة إلى تحقيق مخطوط يعود للقرن الثاني عشر الهجري.
- دكتوراه من قسم الفلسفة الإسلامية بكلية دار العلوم في جامعة القاهرة.[7]
  - أطروحة الدكتوراه كانت دراسة مقارنة بين منهج المعتزلة ومنهج ابن تيمية في قضية الأمر بالمعروف والنهي عن المنكر.